# Znamię Suttona
Znamię Suttona (znamię „halo”) – znamię barwnikowe, wokół którego pojawiła się odbarwiona obwódka. Występuje najczęściej u dzieci i młodzieży, zwykle na tułowiu, rzadziej na skórze głowy lub kończyn. Istnieje tendencja do rodzinnego występowania tego typu znamion.
Jest to typowe znamię komórkowe, wokół którego pojawia się otoczka (o średnicy 0,5–1 cm) całkowicie odbarwionej skóry. Znamię centralne, wielkości 3–6 mm, charakteryzuje się regularnym, wyraźnym brzegiem i równomiernym jasno- lub ciemnobrązowym zabarwieniem. Czasami może być znamieniem zupełnie odbarwionym, jasnoróżowym lub w kolorze skóry. 
Pas odbarwionej skóry stopniowo się rozszerza. Znamię najczęściej zmniejsza się, czasem nawet całkowicie zanika.
Patogeneza tego zjawiska jest nieznana. Czasami powstanie tej zmiany jest poprzedzone ekspozycją na promieniowanie słoneczne. Wokół znamienia dochodzi do nagromadzenia limfocytów, powstania przeciwciał przeciwmelanocytowych i niszczenia melanocytów. 
Pozostała odbarwiona plama może utrzymywać się trwale lub powrócić do barwy skóry prawidłowej. U 30% osób pojawienie się takiego znamienia jest początkiem bielactwa. W 20% przypadków znamię Suttona powiązane jest ze znamieniem atypowym lub czerniakiem złośliwym. 
Postępowanie w przypadku znamienia Suttona różni się w zależności od obrazu klinicznego i wywiadu chorobowego. Istotny jest wywiad rodzinny w kierunku czerniaka złośliwego, znamion atypowych lub bielactwa. Znamię tego typu jest w większości przypadków zmianą łagodną i nie wymaga leczenia, a jedynie obserwacji. W przypadku wątpliwości (zaczerwienienia, powstania strupa, niesymetryczności aureoli) konieczne jest usunięcie zmiany i ocena histopatologiczna.